# Wicres

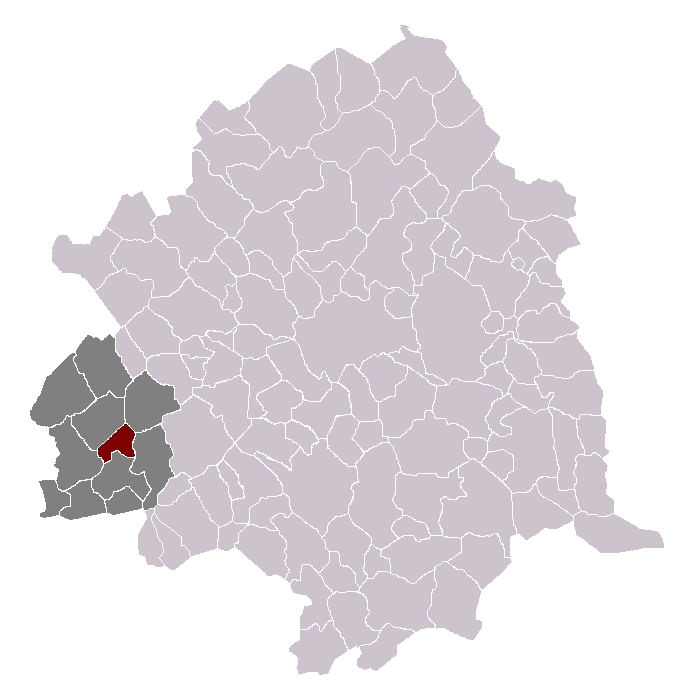
Ubicació de Wicres dins del cantó i el districte

Wicres és un municipi francès, situat a la regió dels Alts de França, al departament del Nord. L'any 2006 tenia 312 habitants. Limita al nord amb Herlies, al nord-est amb Fournes-en-Weppes, a l'oest amb Illies, a l'est amb Sainghin-en-Weppes i al sud amb Marquillies.

## Demografia
| 1962                                       | 1968 | 1975 | 1982 | 1990 | 1999 | 2006 |
| ------------------------------------------ | ---- | ---- | ---- | ---- | ---- | ---- |
| 281                                        | 303  | 284  | 296  | 326  | 306  | 312  |
| Des de 1962: població sense dobles comptes |      |      |      |      |      |      |

## Administració
| Període   | Identitat           | Partit |
| --------- | ------------------- | ------ |
| 2001-2008 | Théodore Brasme     |        |
| 2008-     | Marie-Joseph Bonnel |        |